# Mary Blairová
Mary Blairová, rozená Mary Robinsonová (21. října 1911 McAlester, Oklahoma – 26. července 1978 Soquel, Kalifornie) byla americká výtvarnice, grafička a ilustrátorka, která se významným způsobem podílela na výrobě animací pro společnost Walta Disneye, vytvořila koncept pro filmy jako Alenka v říši divů, Petr Pan, Píseň jihu a Popelka. Ilustrovala také knihy pro děti. Získala ocenění jako Legenda Dysneye v roce 1991.

## Život
Narodila se v roce 1911 (stát Oklahoma), ještě v dětství se Mary Robinsonová Brownová přestěhovala do Texasu a později do Kalifornie. Po absolvování San Jose State College získala stipendium na Chouinard Art Institute v Los Angeles, kde jejími pedagogy byli umělci jako Pruett Carter, Russell Morgan a Lawrence Murphy. V roce 1934 se vdala za Lea Everetta Blaira.

## Kariéra
Po práci v různých animátorských společnostech začali s manželem v roce 1940 pracovat pro Walta Disneye. Po tom, co opustila na krátkou dobu studia, v roce 1941 cestovala po jihoamerických zemích s Waltem a Lilian Disneyovými a dalšími umělci kvůli průzkumu trhu v rámci programu amerického prezidenta Franklina D. Roosevelta – Dobrá sousedská politika.
Začátek padesátých let byl pro studia Walta Disnee velmi rušný, takřka každoročně vyprodukovali nový film. V tomto období to byli nejznámější filmy, které jsou přisuzované Mary Blairové – Popelka (1950), Alenka v říši divů (1951), Petr Pan (1953). Po dokončení Petra Pana se stala nezávislou grafičkou a ilustrátorkou, vytvářela reklamní kampaň pro společnosti Nabisco, Pepsodent, Maxwell House a další. Ilustrovala také víceré knihy, z nichž některé jsou v tisku dodnes. Navrhovala také vánoční a velikonoční výzdobu pro Radio City Music Hall.
Na žádost Walta Disneye začala pracovat na atrakci nazvané Malý svět (It's a Small World). Atrakce s přispěním Pepsi-Coly byla umístěná v pavilóně na podporu UNICEF po dobu světové výstavy v roce New Yorku (1964). Atrakce se později přestěhovala do Disneylandu a byla vícekrát zreplikovaná, např. v tokijském nebo pařížském Disneylandu. Mary Blairová zemřela v roce 1978 na krvácení do mozku.
Mary Blairová inspirovala mnoho současných grafiků a ilustrátorů, posmrtně získala několik ocenění. Nejznámějším je kromě Legendy Walta Disneye také Winsor McCay, které získala v roce 1996.